# Хартвиг II фон Спанхайм
Хартвиг II фон Спанхайм (на немски: Hartwig II von Spanheim; Hartwig II von Ortenburg; † 22 август 1164, Регенсбург) от род Спанхайми, е 22. епископ и княз-епископ на Регенсбург от 1155 до 1164 г.

## Биография
Той е петият син на херцога на Каринтия Енгелберт († 1141) и съпругата му Ута от Пасау († 1150), единствената дъщеря на граф Улрих фон Пасау († 1099) от род Диполдинги-Рапотони. Брат е на Улрих I († 1144), херцог на Каринтия, Енгелберт III († 1173), маркграф на Истрия и Тусция, Хайнрих († 1169), епископ на Троа (1145 – 1169) и на Рапото I († 1186), имперски граф на Ортенбург. Племенник на Хартвиг I фон Спанхайм, 19. епископ на Регенсбург от 1105 до 1126 г., и роднина на Хартвиг фон Спанхайм, архиепископ на Магдебург от 1079 до 1102 г.
През 1147 г. Хартвиг II е дякон в Пасау. На 18 март 1150 или 1151 г. той подарява като каноник в Залцбург, заедно с братята му Енгелберт III и Рапото I, две имения на катедралния капител Залцбург за успокоение на душите на умрелите му родители.
През лятото на 1155 г. Хартвиг II става епископ на Регенсбург. През 1158 г. той придружава император Фридрих I Барбароса в Италия. С херцог Хайнрих Лъв той има конфликт през 1161 г. заради замък Донаущауф.
В катедралата на Регенсбург Хартвиг строи капелата Всички светии, която избира за своето гробно място.